# بالاسبورت تاليرسيو
بالاسبورت تاليرسيو (بالإيطالية: Palasport Taliercio)‏ صالة رياضية تستخدم لرياضة كرة السلة وتقام فيها أحياناً عدد من الفعاليات الرياضية، تقع في مدينة مستري التابعة إلى مقاطعة البندقية في إيطاليا، تتسع القاعة إلى 3,509 متفرج، وهي الصالة الرسمية لنادي رير فينيزيا مستري الذي يلعب في ليغا باسكيت الدرجة الأولى، تم افتتاح القاعة سنة 1978.